# Англо-французская военно-морская комиссия
А́нгло-францу́зская вое́нно-морска́я коми́ссия — совместная англо-французская временная военно-морская администрация, управлявшая спорным архипелагом Новые Гебриды в период с 1887 по 1906 годы (с перерывом в период с 9 августа 1889 по июнь 1890 года — тогда на архипелаге было провозглашено независимое государство Франсвиль). В 1906 году была распущена в связи с преобразованием спорной территории в англо-французский кондоминиум Новые Гебриды.

## История

### Предыстория
В период с 1860-х по 1870-е годы на архипелаге Новые Гебриды стали создаваться поселения европейских плантаторов, в основном британцев и французов (последние селились на юго-западном побережье острова Эфате, впоследствии там вырос город Порт-Вила и получила название Франсвиль (англ. Franceville)).
В феврале 1865 года британские поселенцы на острове Танна подали петицию губернатору Новой Каледонии с просьбой об аннексии Новых Гебрид Францией. Однако официальной реакции от губернатора не последовало.
Франция же в это время вела очень активную колониальную политику в южной части Тихого океана и не осуществляла каких-либо активных попыток завладеть Новыми Гебридами вплоть до середины 1880-х годов. При этом французское руководство не хотело, чтобы над архипелагом установила свой контроль Британская империя, что, в свою очередь, усилило бы позиции последней. Но узнав о том, что британское население Австралии призывало аннексировать Новые Гебриды, а британские миссионеры вели очень активную религиозную деятельность на островах, Франция в 1878 году обратилась к британскому правительству с предложением. В нём говорилось о необходимости воздержаться от аннексии архипелага как Францией, так и Британской империей, и уважении независимости Новых Гебрид. Британия с готовностью откликнулась на это предложение.

### Создание комиссии
В 1878 власти Великобритании и Франции заключили договор об объявлении всех островов архипелага Новые Гебриды нейтральной территорией и отказались от попыток взаимной аннексии.
По решению Конвенции от 16 октября 1887 Новые Гебриды стали нейтральной территорией под свободной юрисдикцией комиссии, созданной исключительно с целью защиты граждан Великобритании и Франции, но не заявлявшей о распространении юрисдикции на внутренние дела коренного населения островов.

### Роспуск комиссии
В 1900 году в Австралии против французской аннексии единодушно была принята резолюция. В 1901 году новое правительство Австралии обратилось к Британии с просьбой о более частых визитах британских военных судов в территориальные воды Новых Гебрид. Чуть позже Лондон официально предложил Парижу создать международную земельную комиссию, как это было сделано на Фиджи и Самоа, которая рассматривала бы все претензии европейского населения на землю Новых Гебрид. Франция же предложило передать рассмотрение всех земельных споров в ведение Военно-морской комиссии. Это нисколько не устраивало британскую сторону, поэтому все переговоры носили не системный характер вплоть до Entente Cordiale 1904 года, который положил конец колониальному соперничеству Британии и Франции и дал новый импульс переговорам. К концу 1905 года переговоры по созданию земельной комиссии или трибунала возобновились. В марте 1906 года было подписано соглашение, по которому Новые Гебриды стали совместным владением Франции и Британии, то есть становились англо-французским кондоминиумом.